# Амадиус
Амади́ус (Амади́ес, Ама́деус; англ. Lake Amadeus) — пересыхающее бессточное солёное озеро центральной части Австралии. Находится в пустынной местности между горами Макдоннелл и Масгрейв на юго-западной окраине Северной территории, примерно, в 350 км к юго-западу от Алис-Спрингс. Площадь озера сильно изменчива, может достигать около 880 км². Полностью пересыхая, представляет собой солончак. Северо-западнее Амадиуса располагается похожее озеро — Нил.
Озеро было впервые исследовано в 1872 году Эрнестом Джайлсом (англ. Ernest Giles), который назвал его в честь савойского герцога, короля Испании Амадея I.
В окрестностях развито скотоводство, к северу от озера — добыча природного газа.